# Торгівка і поет
«Торгівка і поет» (рос. «Торговка и поэт») — радянський художній фільм 1978 року, знятий режисером Самсоном Самсоновим на кіностудії «Мосфільм».

## Сюжет
Невелике білоруське містечко, в якому жила жвава та вміюча постояти за себе та за свою доньку Ольга, було окуповане німцями. Саме до неї звернулися підпільники з проханням викупити з табору військовополонених людину. Молоду жінку потрясло побачене у таборі — і, не знайшовши того, кого шукала, Ольга викупила молодого хлопця, назвавши його чоловіком. Солдат, як тільки зміцнів, почав рватися в бій. А коли він загинув, Ольга включилася у боротьбу з фашистами.

## У ролях
- Наталія Андрейченко — Ольга
- Віктор Жиганов — Саша
- Віктор Павлов — Друтька
- Любов Реймер — Олена
- Іван Савкін — Андрій
- Іван Рижов — Захар Петрович
- Ольга Соколова — Світлана
- Стефанія Станюта — Маріля
- В'ячеслав Войнаровський — начальник концтабору
- В. Жегало — епізод
- Л. Захарян — епізод
- Микола Єрофєєв — німець на базарі
- Петро Крилов — німецький офіцер
- Віктор Лазарев — дідусь на базарі
- Олександр Лук'янов — погромник
- Микола Маліков — міліціонер
- А. Мішкін — епізод
- Тимофій Співак — німецький офіцер
- Тетяна Рудановська — епізод
- В. Тюрін — німецький офіцер
- Микола Тагін — німецький офіцер
- Віктор Шульгін — командир загону
- Ніна Семенова-Шиловська — епізод
- Сергій Юртайкін — погромник
- Олександра Харитонова — жінка біля магазину
- Борис Мінаєв — епізод

## Знімальна група
- Режисер — Самсон Самсонов
- Сценарист — Іван Шам'якін
- Оператор — Євген Гуслинський
- Композитор — Едуард Артем'єв
- Художники — Олександр Борисов, Сергій Воронков